# Erlöserkirche (Gliwice)

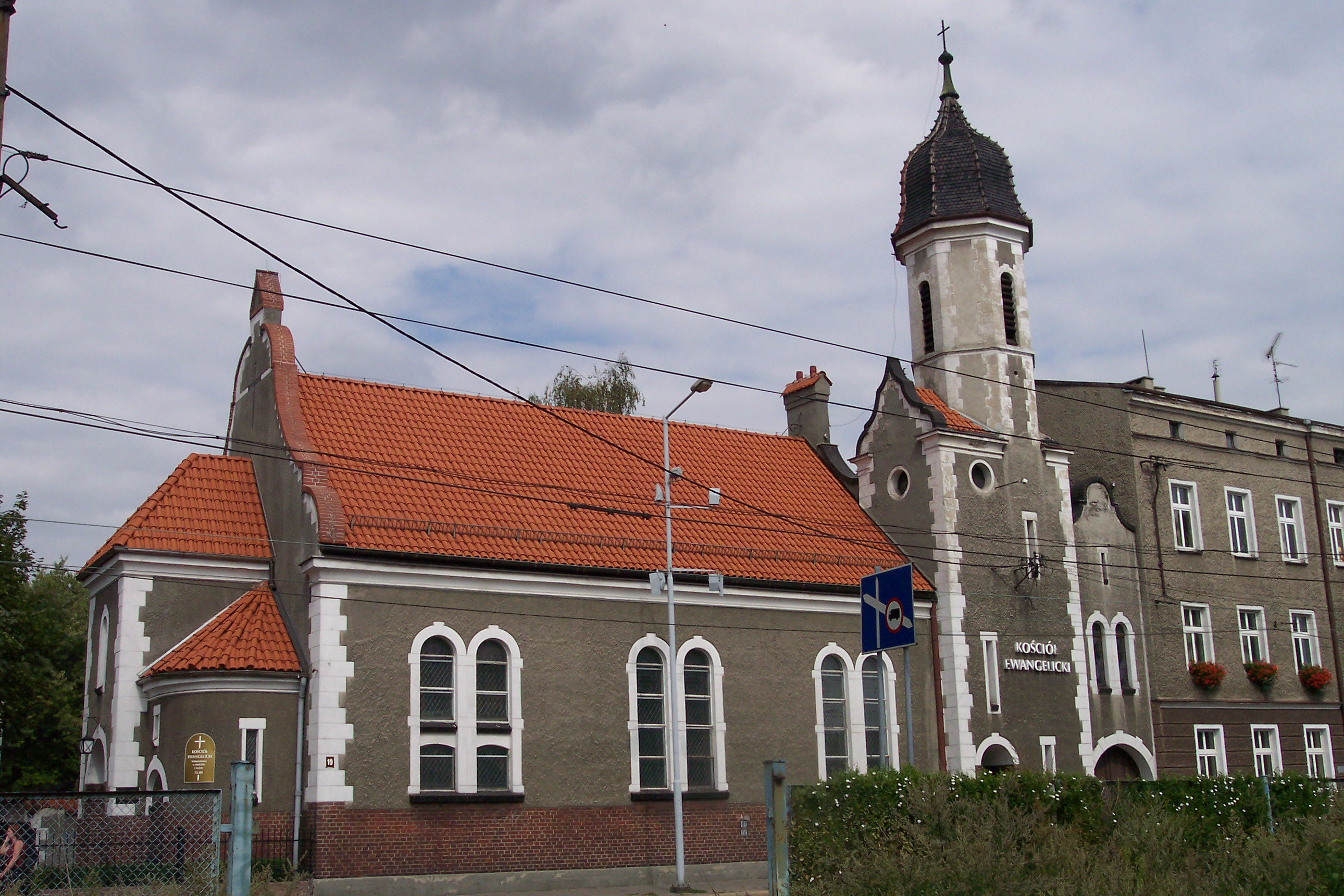
Blick auf die Erlöserkirche

Die Erlöserkirche im oberschlesischen Gliwice (Gleiwitz) ist eine evangelische Pfarrkirche. Die Kirche im neobarocken Stil stammt aus dem frühen 20. Jahrhundert und ist dem Erlöser Christus geweiht. Die Erlöserkirche gehört der Evangelisch-Augsburgischen Gemeinde in Gliwice (Gleiwitz) an. Sie befindet sich an der Ulica Jagiellońska im Stadtteil Baildona.
Zur Gemeinde gehören auch die Martin-Luther-Kirche in Gliwice im Stadtteil Łabędy (Laband) und die Evangelische Kapelle im Stadtteil Żerniki (Zernik). Die Peter-Paul-Kirche in Pyskowice (Peiskretscham) bildet zwar eine eigene Pfarrgemeinde, wird jedoch von der Gemeinde aus Gliwice betreut.

## Geschichte
Die evangelisch-lutherische Gemeinde von Gleiwitz wurde 1831 gegründet und gehörte nicht der evangelischen Landeskirche an. 1901 hatte die Gemeinde 97 Mitglieder in Gleiwitz und insgesamt 209 in allen zugehörigen Orten. Die Gläubigen versammelten sich in einem Betsaal. Der Bau der evangelisch-lutherischen Kirche an der damaligen Kronprinzenstraße begann 1900 und die Kirche wurde am 7. September 1902 geweiht. Sie wurde nach den Entwürfen des Königlichen Bauinspektors Schröder aus Cosel unter der Leitung des Meisters Proske gebaut. Die Orgel wurde vom Orgelbauer E. Kurzer aus Gleiwitz gebaut. Die gusseisernen Glocken wurden 1901 in Bochum gegossen. Zum 25. Kirchweihjubiläum hielten Kirchenrat Ziemer aus Breslau und Pastor Birke eine Festpredigt. Bei der Nachmittagsfeier im evangelischen Vereinshaus nahmen etwa 500 Teilnehmer teil.
1945 wurden der evangelischen Gemeinde alle Kirchengebäude vom polnischen Staat konfisziert. Die Kirche und Nebengebäude wurden vom römisch-katholischen Orden der Pallottiner übernommen. Nach mehreren Bemühungen erhielt die Gemeinde 1948 ihr Gotteshaus an der ul. Jagiellońska zurück. Am 16. Oktober 1949 fand ein feierlicher Gottesdienst mit Bischof Jan Szeruda statt. 2002 feierte die Gemeinde das 100-jährige Bestehen der Kirche.

## Architektur
Bei der Erlöserkirche handelt es sich um ein neobarockes Bauwerk mit einer vollständig verputzten Fassade mit Dekorationselementen aus hell gestrichenem Putz. Sie besitzt einen einzelnen Kirchturm mit einer barocken Turmhaube.